# 12+1, una comedia metafísica
12+1, una comedia metafísica és una pel·lícula espanyola de comèdia del 2012 dirigida i escrita per Chiqui Carabante. Es tracta d'una paràbola bíblica surrealista amb influències de Monty Python (La vida de Brian), de Pier Paolo Pasolini (L'evangeli segons sant Mateu) i de Luis Buñuel (Simón del desierto). Ha estat rodada en cinc setmanes amb baix pressupost a les dunes de Corralejo, a Fuerteventura.

## Sinopsi
Uns tipus vaguen pel desert buscant alguna cosa. El que busquen només ho sap un, a qui anomenen ‘el mestre’. Buscar en el desert és perillós perquè, a part de les inclemències pròpies d'un lloc sense aigua i amb moltes hores de sol, ‘el Baptista’ ronda les dunes. Un boig que de creient va passar a assassí, de la mateixa forma il·luminada. Així que el grup dubta entre pensar que busquen a Déu o a la mort, o si aquestes dues coses són la mateixa.

## Repartiment
- Gorka Zubeldia	...	Mestre
- Aránzazu Garrastázul	...	Juan
- Fran Torres	...	Izcariote
- Fran Machado		...	Zelote
- Álex Peña ...	Simón
- Manuel Monteagudo		...	Bartolomé
- Julián Manzano	...	Mateo
- Enrique Asenjo		...	Felipe
- Jaime Puerta	...	Andrés
- Javier Castro		...	Jaime
- Jordi Minguella		...	Tomás
- Guillermo Villalba	...	Matías
- Juanfra Juárez	...	Santiago

## Nominacions i premis
Al Festival de Màlaga va rebre la bisnaga de plata a la millor pel·lícula espanyola i al millor director. També fou projectada al Spanish London Film Festival.